# Selenocosmia fuliginea
Selenocosmia fuliginea là một loài nhện trong họ Theraphosidae.
Loài này thuộc chi Selenocosmia. Selenocosmia fuliginea được Tord Tamerlan Teodor Thorell miêu tả năm 1895.